# Mouvement communard (pédagogie)
Pour les articles homonymes, voir Communard (homonymie).
Le mouvement communard (en russe : Коммунарское движение) est un mouvement pédagogique soviétique apparu dans les années 1960 à la suite des travaux de Igor Petrovitch Ivanov. 